# Acrocarpus fraxinifolius

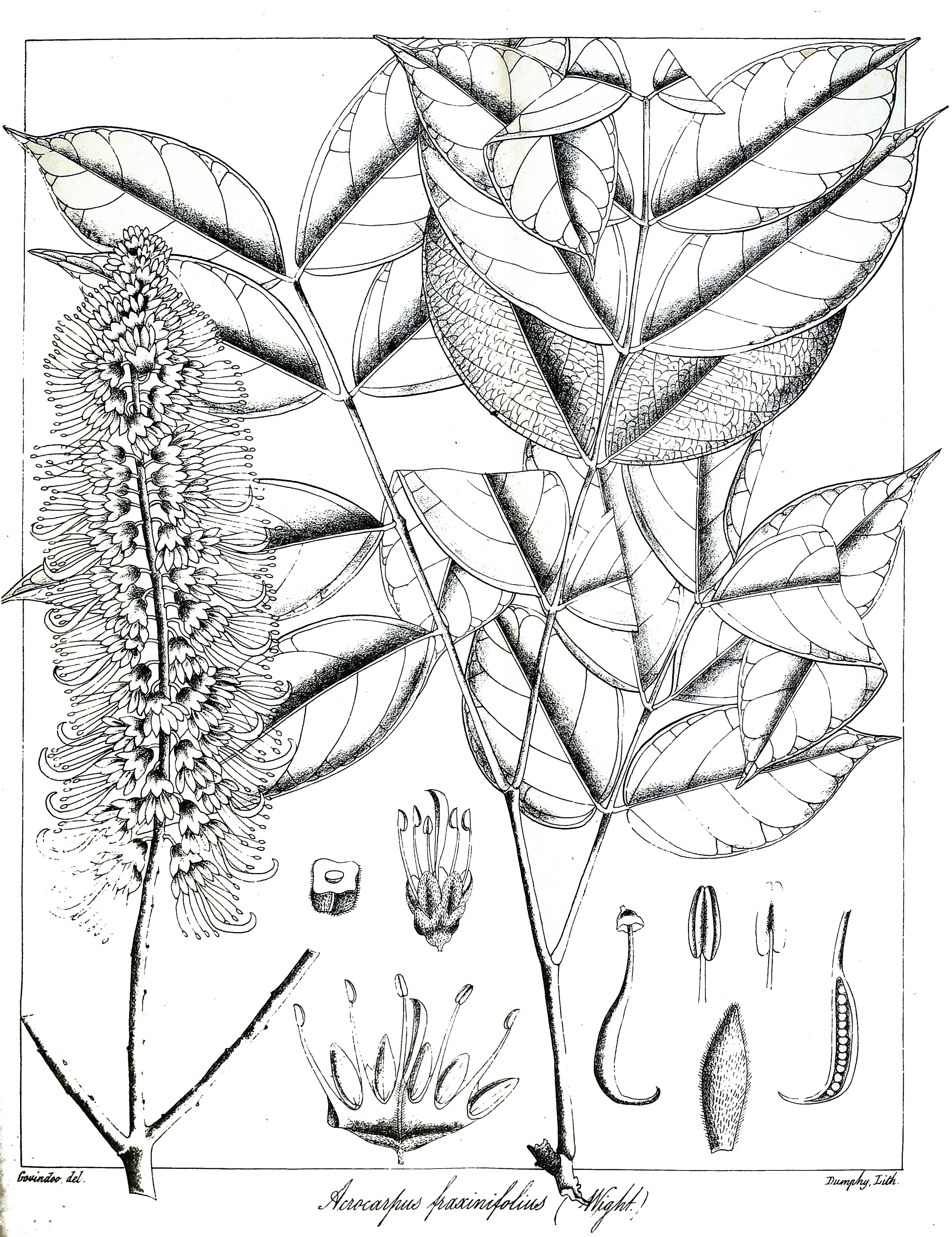
Illustration

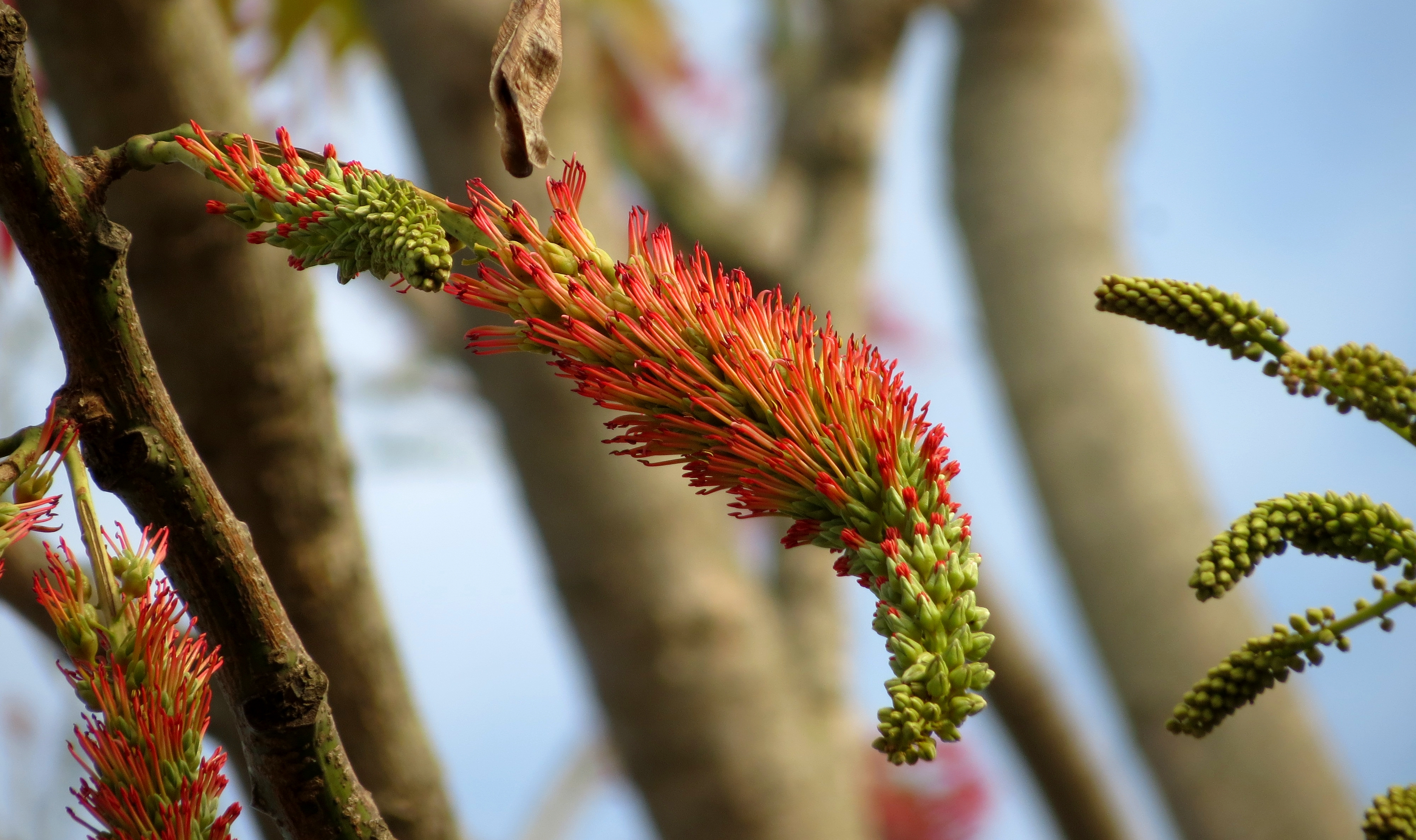
Blütenstand

Acrocarpus fraxinifolius ist die einzige Art der Pflanzengattung Acrocarpus in der Unterfamilie Johannisbrotgewächse (Caesalpinioideae) aus der Familie der Hülsenfrüchtler (Fabaceae). Sie ist in Asien weit verbreitet. Während seiner Blütezeit, wenn er mit grün-roten Blüten überdeckt ist, und kurz danach während der Laubausschüttung mit seinen leuchtend roten jungen Laubblättern, ist der große Acrocarpus fraxinifolius ein Spektakel.

## Beschreibung

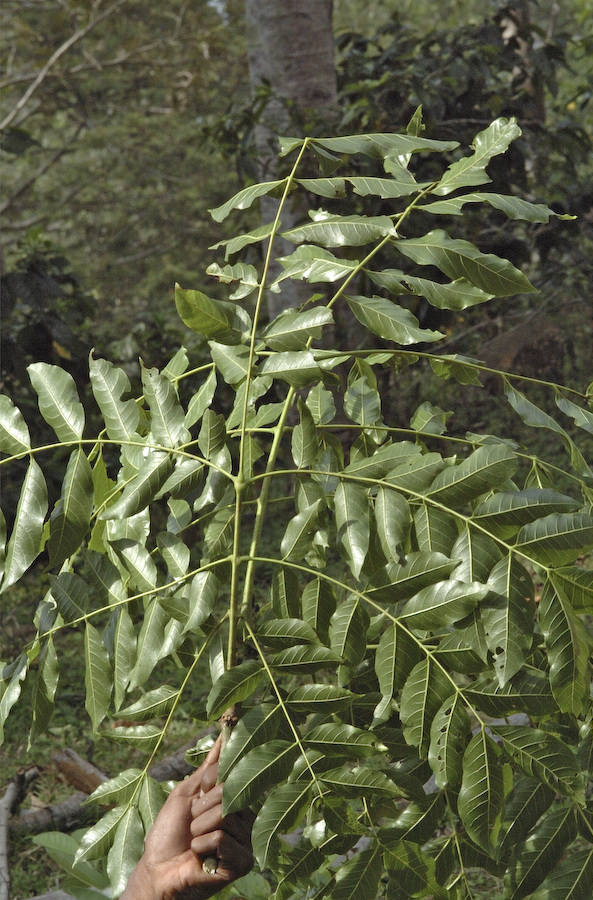
Gefiederte Laubblätter

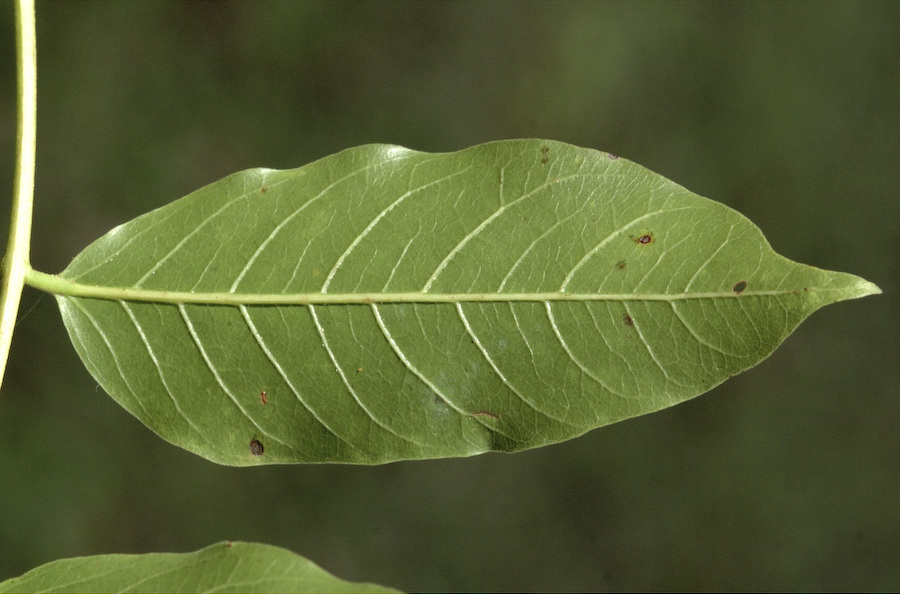
Unterseite eines Fiederblattes mit den Blattadern

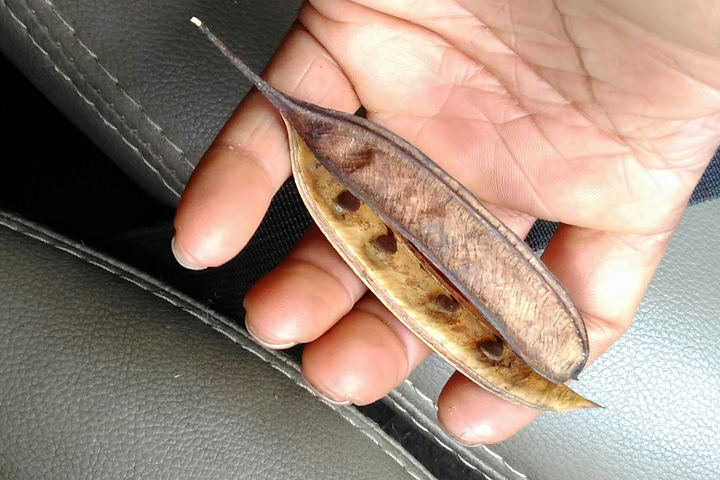
Frucht

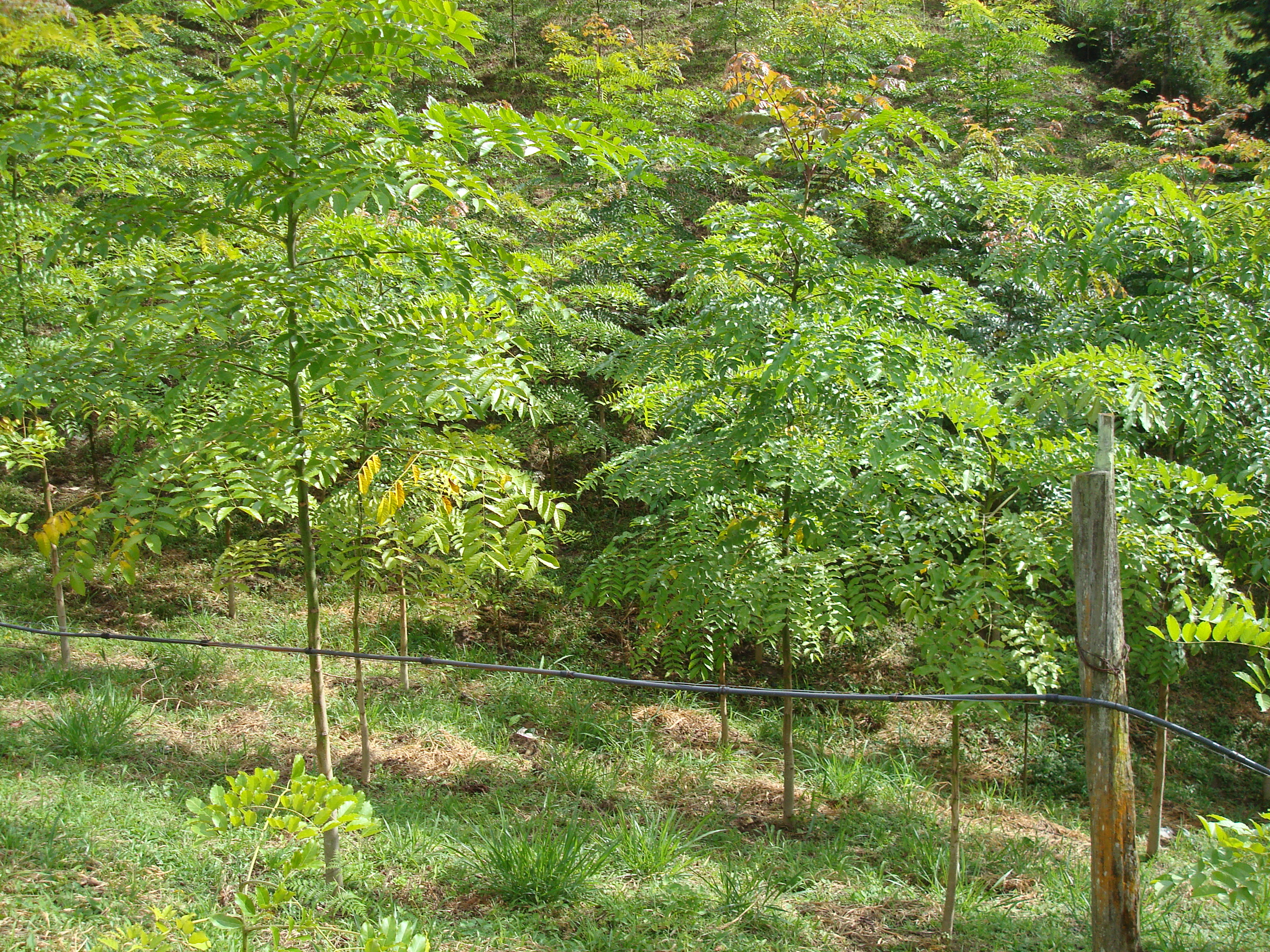
Habitus junger Exemplare

### Erscheinungsbild, Wurzeln, Rinde und Blatt
Acrocarpus fraxinifolius wächst als schnellwüchsiger, meist laubabwerfender oder in manchen Gebieten immergrüner, mittelgroßer bis großer Baum und erreicht Wuchshöhen von meist 20 bis 50, manchmal bis zu 60 Metern. Das schnelle Wachstum erfolgt das ganze Jahr über. Sein zylindrischer Stamm ist bis zu einer bis zu 3/4 der Gesamthöhe des Baumes, oft bis zu 30 Meter astfrei. Die Wurzeln reichen bis zu 4,5 Meter tief. Es werden mehr oder weniger kleinere Brettwurzeln ausgebildet. Oberhalb der Brettwurzeln kann der Stammdurchmesser über 2 Meter erreichen. Alle Pflanzenteile sind unbewehrt. Die relativ dünne Borke ist hellgrau oder -braun und glatt bis etwas rau. Die horizontal stehenden Äste bleiben relativ dünn. Die Rinde der Zweige besitzt oft erhabene Lentizellen.
Die wechselständig und spiralig an den Zweigen angeordneten Laubblätter sind in Blattstiel und -spreite gegliedert. Der Blattstiel und der Hauptteil Blattrhachis sind zusammen bis 80 Zentimeter lang. Die unteren Laubblätter eines Zweiges sind doppelt paarig oder unpaarig gefiedert mit drei bis acht gegenständigen Paaren Fiedern erster Ordnung; die obersten Laubblätter sind nur einfach gefiedert. Jede Fieder erster Ordnung besitzt vier bis acht gegenständige Paare Fiederblättchen. Die Blattrhachis sowie die Fiedern erster Ordnung und die Blättchen sind anfangs gelblich-braun flaumig behaart und dann verkahlend. Die kurz gestielten, leicht ledrigen Blättchen sind bei einer Länge von meist 7 bis 13 (3,5 bis 18) Zentimeter sowie einer Breite von meist 4 bis 7 (1,5 bis 8,5) Zentimeter eiförmig oder eiförmig-länglich mit etwas schräger, spitzer oder gerundeter Basis, zugespitztem oder spitzem oberen Ende und ganzem Rand; die Blattfläche kann etwas gewellt sein. Die Blättchen besitzen acht bis zwölf Seitenadern auf jeder Seite der Hauptader. Beim Blatt- und bei den Fiederstielen sind Pulvini vorhanden.

### Blütenstand und Blüte
Im südlichen Indien liegt die Blütezeit zwischen November und Januar, wenn die Bäume unbelaubt sind. In den einzeln in den Blattachseln oder zu zweit bis dritt an Kurztrieben hängenden, 20 bis 25 oder bis zu 30 Zentimeter langen, traubigen und bürstenförmigen Blütenstände stehen viele Blüten dicht zusammen. Die Blütenstandsrhachis ist im oberen Bereich flaumig behaart. Die kleinen Trag- und Deckblätter fallen früh ab. Die flaumig behaarten Blütenstiele sind 4 bis 10 Millimeter lang. Die Blüten sind anfangs aufrecht und hängen später.
Die relativ großen, zwittrigen Blüten sind bei einem Durchmesser von weniger als 3 Zentimeter radiärsymmetrisch und fünfzählig mit doppelter Blütenhülle. Der kleine Blütenboden (Receptaculum) ist glockenförmig. Die aufrechten und grünen Kelch- und Kronblätter sind außen kurz behaart. Die Kronblätter sind etwa doppelt so lang wie die Kelchblätter, beide und der Blütenboden sind gelblich-braun, flaumig behaart. Die fünf fast gleichen Kelchblätter überdecken sich dachziegelartig und sind bei einer Länge von 2,5 bis 4 Millimeter eiförmig oder dreieckig. Die fünf freien, gleich großen, schmalen Kronblätter sind bei einer Länge von 5 bis 9 Millimeter länglich oder lanzettlich. Es ist nur der äußere Kreis mit fünf roten, freien und vorstehenden Staubblättern vorhanden. Die geraden, 15 bis 18 Millimeter langen, dicken Staubfäden sind mindestens doppelt so lang wie die Kronblätter. Die dorsifixen Staubbeutel öffnen sich mit einem Längsschlitz. Das einzige gestielte, mittelständige, abgeflachte, längliche und fein behaarte Fruchtblatt ist 12 bis 15 Millimeter lang und enthält viele Samenanlagen. Der hackig gebogene, kurze Griffel endet in einer kleinen Narbe. In den Blüten wird soviel rötlicher Nektar sezerniert, dass er heraustropft.

### Frucht und Samen
Die lang gestielten, flachen und purpur-braun gefleckten Hülsenfrüchte sind bei einer Länge von 8 bis 16 Zentimeter sowie einer Breite von 1 bis 2 Zentimeter länglich mit einem schmalen, 3 bis 5 Millimeter breiten Flügel an der Bauchnaht. Die Hülsenfrucht öffnet sich mit zwei Fruchtklappen und enthält bis zu 18 Samen. Die linsenförmigen, flachen Samen sind bei einer Länge von etwa 6,5 Millimeter und einer Breite etwa 5 Millimeter eiförmig. Die Samenschale ist glatt und braun. Es ist Endosperm vorhanden. Der Embryo besitzt ein verlängertes Hypocotyl und zwei etwas fleischige Keimblätter (Kotyledonen). Im südlichen Indien reifen die Früchte zwischen April und Juni. 13000–47000 Samen wiegen 1 kg.

### Chromosomensatz
Die Chromosomenzahl beträgt 2n = 24.

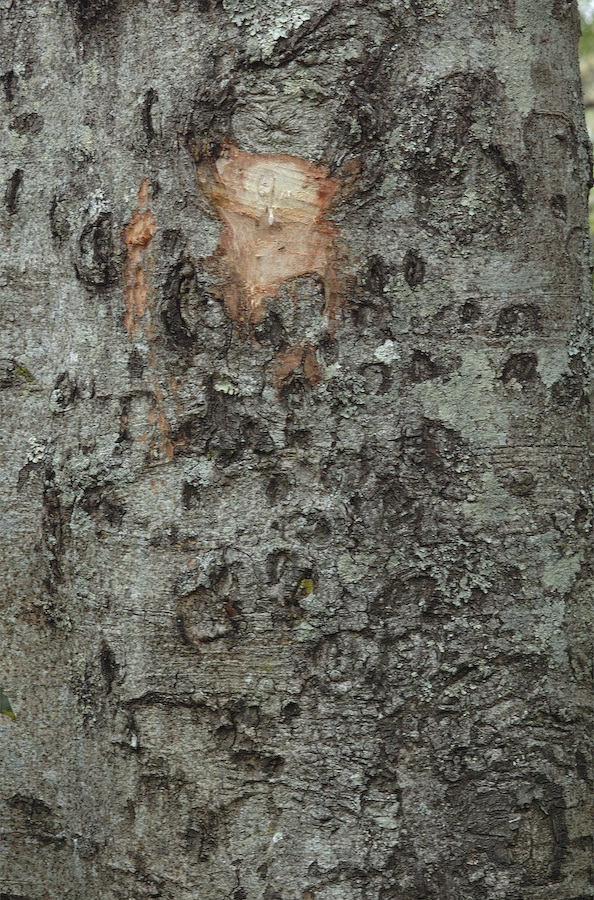
Borke
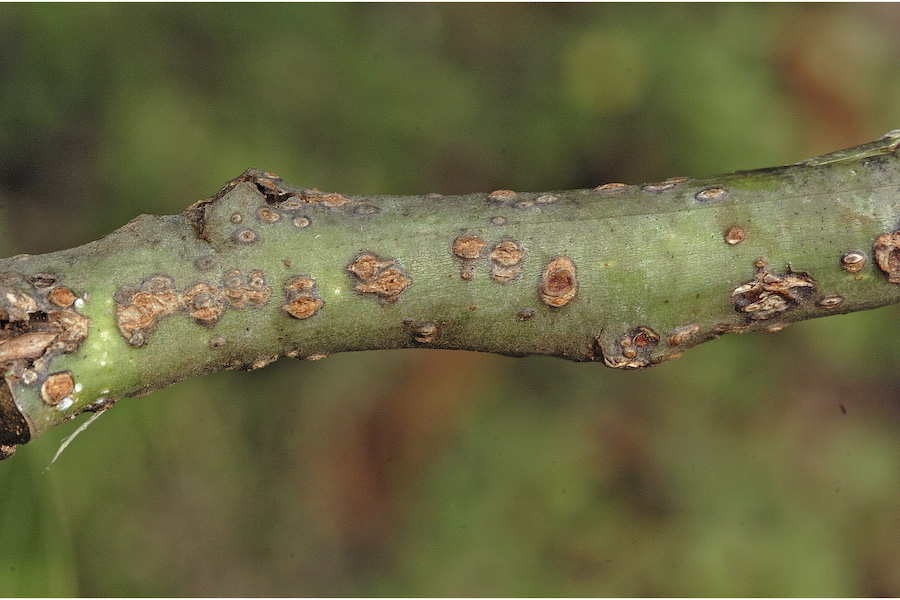
Rinde eines Zweiges
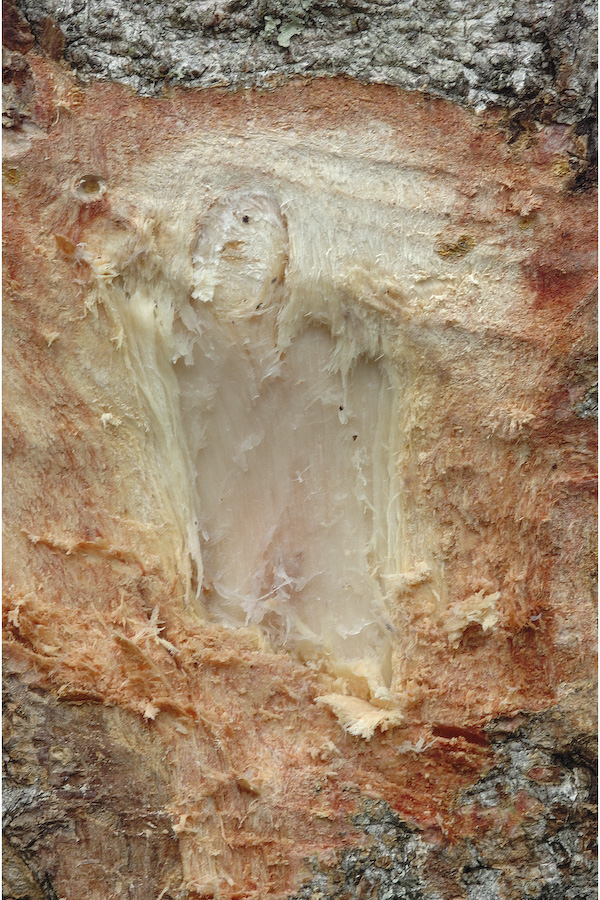
Borke und Holz

## Ökologie
Obwohl Acrocarpus fraxinifolius zu den Leguminosen gehört, bildet er keine stickstofffixierenden Wurzelknöllchen aus. Der Neuaustrieb der Laubblätter erfolgt in Form der für viele tropische Baumarten typischen Laubausschüttung. Die Laubblätter sind anfangs leuchtend rot. Es erfolgt epigäische Keimung. Reichlich Nektar lockt viele Insekten an.

## Vorkommen
Acrocarpus fraxinifolius ist auf dem indischen Subkontinent, in Indochina, im südlichen China und in Malesien weitverbreitet. Fundorte gibt es in Sri Lanka, Bangladesch, Assam, Sikkim, Bhutan, Nepal, Myanmar, Laos, Thailand, Malaysia, Java, Sumatra und den chinesischen Provinzen Guangxi sowie Yunnan. Natürlich kommt diese Art zwischen 23 und 27°N vor.

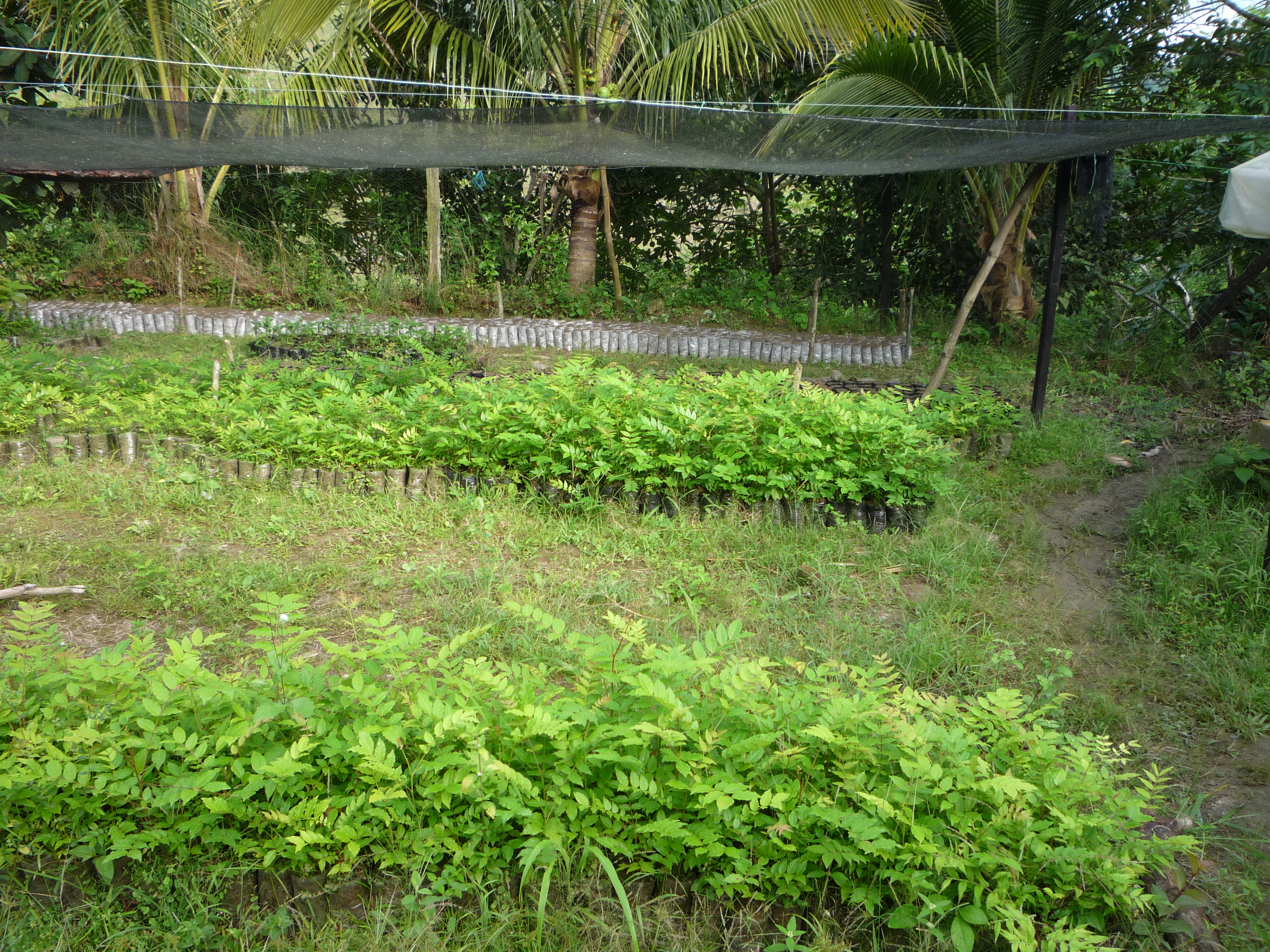
Sämlinge

Kultiviert wird Acrocarpus fraxinifolius im tropischen Afrika sowie Asien und in der Neotropis, beispielsweise in Tansania, Uganda, Kamerun, Nigeria, Rwanda, Burundi, Kenia, Liberia, Malawi, Sambia, Simbabwe, Madagaskar, Indien, Indonesien, Mexiko, Guatemala und Costa Rica.
Man trifft diese Art in Höhenlagen zwischen 0 und 1500 Metern an. Acrocarpus fraxinifolius gedeiht in tropischen bis subtropischen Regenwäldern und immergrünen Galeriewäldern. Am besten gedeiht sie in submontanen Gebieten und in den subhumiden Tropen mit kurzen Trockenperioden. Reichliche Regenfälle werden bevorzugt. Es handelt sich um eine Pionierpflanze, die volles Licht bevorzugt. Als Jungpflanze toleriert sie auch leichten Schatten. Es ist eine typische Art tropischer Ruderalvegetation. Acrocarpus fraxinifolius gedeiht am besten bei Jahrestemperaturen von 19 bis 28 °C. Acrocarpus fraxinifolius ist empfindlich gegenüber Trockenheit und sehr frostempfindlich.
In China gedeiht Acrocarpus fraxinifolius in lichten Wäldern in Höhenlagen zwischen 1000 und 1200 Metern. Diese Art kommt in Sumatra und Java nur selten vor und gedeiht dort in Höhenlagen zwischen 600 und 1200 Metern auf nährstoffreichen, konstant feuchten Böden in Wäldern, manchmal kommt sie auch auf Agrarland. In Thailand gedeiht diese Art in immergrünen Galeriewäldern. In Indien und Myanmar ist sie häufiger anzutreffen in Gebieten mit Jahresniederschlägen 2000 mm, sie gedeiht dort am besten in tiefgründigen, gut drainierten, tonig-lehmigen Böden mit pH-Werten von 4–7. In Kenia, Uganda sowie Tansania gedeiht sie am besten in mittleren Höhenlagen zwischen 1000 und 1500 Metern auf Lateritböden in feuchten Klimaten. In Ruanda wurde Acrocarpus fraxinifolius in Höhenlagen bis zu 1700 Metern und in der Republik Kongo auf bis zu 2100 Metern gepflanzt.

## Systematik
Die Gattung Acrocarpus wurde 1838 durch Robert Wight mit der Typusart Acrocarpus fraxinifolius in George Arnott Walker Arnott Magazine of Zoology and Botany, Volume 2, S. 547–548 aufgestellt. Ein Homonym von Acrocarpus Wight ex Arn. ist Acrocarpus Nees (in Flora Brasiliensis, Volume 2, 1, 1842, S. 157 veröffentlicht). Der Gattungsname Acrocarpus leitet sich von den griechischen Wörtern acro- für Gipfel oder Spitze und carpos für Frucht ab, am wahrscheinlichsten bezieht sich das auf die lang gestielten Fruchtblätter und Früchte. Das Artepitheton fraxinifolius bedeutet eschenblättrig. Synonyme für Acrocarpus fraxinifolius Arn. sind: Acrocarpus combretiflorus Teijsm. & Binn., Mezoneurum grande Miq., Acrocarpus grandis (Miq.) Miq., Acrocarpus fraxinifolius var. guangxiensis S.L.Mo & Y.Wei.
Die monotypische Gattung Acrocarpus enthält nur die einzige Art Acrocarpus fraxinifolius. Die Gattung Acrocarpus gehört zur Tribus Caesalpinieae in der Unterfamilie Caesalpinioideae innerhalb der Familie der Fabaceae. Nach molekulargenetischen Untersuchung ist Acrocarpus am nächsten mit Ceratonia verwandt.
Die großen Unterschiede in der Blütengröße im großen Gesamtverbreitungsgebiet führten früher zur Ansicht, es würde sich um zwei Arten handeln.

## Nutzung
Obwohl Acrocarpus fraxinifolius in Plantagen anpflanzt wird, nutzt man das Holz nur im lokalen Maßstab. Das Holz Acrocarpus fraxinifolius wird vielseitig verwendet, beispielsweise um Furniere und Sperrholz herzustellen. Es wird verwendet bei Innenraumwandverkleidungen, für Fußböden, Treppen, Türen, Schindeln, Teetransportkisten, Bienenstockrahmen und als Bauholz. Nach einer Imprägnierung nutzt man es als Bahnschwellen. Das Holz ist leicht mit Werkzeugen zu bearbeiten. Es wird auch als Feuerholz verwendet.
Die Laubblätter dienen als Futter. Das Harz wird verwendet. Es ist eine gute Bienenweide.
In tropischen Parks und Gärten wird Acrocarpus fraxinifolius aufgrund der schönen roten Blüten als Zierpflanze verwendet. Er dient als Schattenbaum beispielsweise in Kaffee- und Teeplantagen. Acrocarpus fraxinifolius wird zur Vermeidung von Erosion an Flussufern und terrassierten Gebieten verwendet. Er dient auch der Wiederaufforstung. Man setzt ihn als natürlichen Windschutz ein. Acrocarpus fraxinifolius produziert viel Mulch.

## Trivialnamen
Es gibt weltweit viele Trivialnamen:
- englisch: pink cedar tree, pink-cedar, red-cedar, shingle tree,[8] Indian ash,[3][2] Australian ash[5]
- spanisch: cedro rosado, lazcar[5]
- französisch: kuranjan[5]
- bengalisch: mundani[5]
- burmesisch: yetama[5]
- Indonesisch: delimas, madang pariek[5]
- Thai: khang chang, khang khi mot, sadao chang[5]
- chinesisch: 顶果木 ding guo mu[4]
- Lao (Sino-Tibetanisch): ket ‘hoy, khan khak[5]
- Hindi: kuranjan[5]
- tamilisch: Howligemara, Malaikonnai[8]
- sonstige: Mandania, Handige, Havalige, Balanji, Mayahnin[3]